# Upper Black Island
Upper Black Island är en ö i Kanada.   Den ligger i provinsen Newfoundland och Labrador, i den östra delen av landet, 1 600 km öster om huvudstaden Ottawa. Arean är 6,0 kvadratkilometer.
Terrängen på Upper Black Island är platt. Öns högsta punkt är 126 meter över havet. Den sträcker sig 4,1 kilometer i nord-sydlig riktning, och 2,2 kilometer i öst-västlig riktning.